# Schloss Dietach

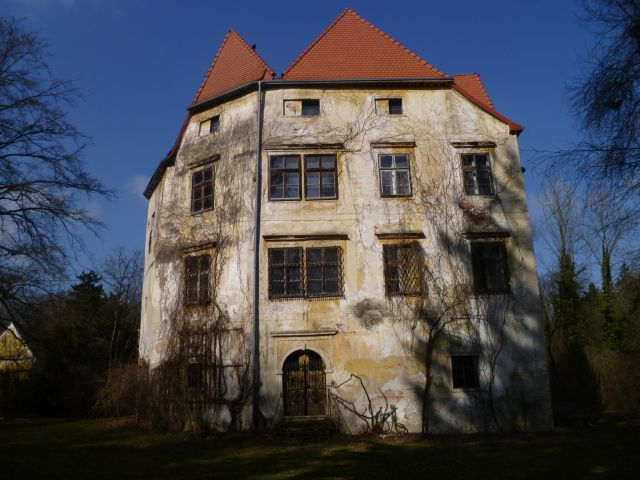
Schloss Dietach

Das Schloss Dietach steht in der Ortsgemeinde Schleißheim im Bezirk Wels-Land.

## Geschichte des Schlosses

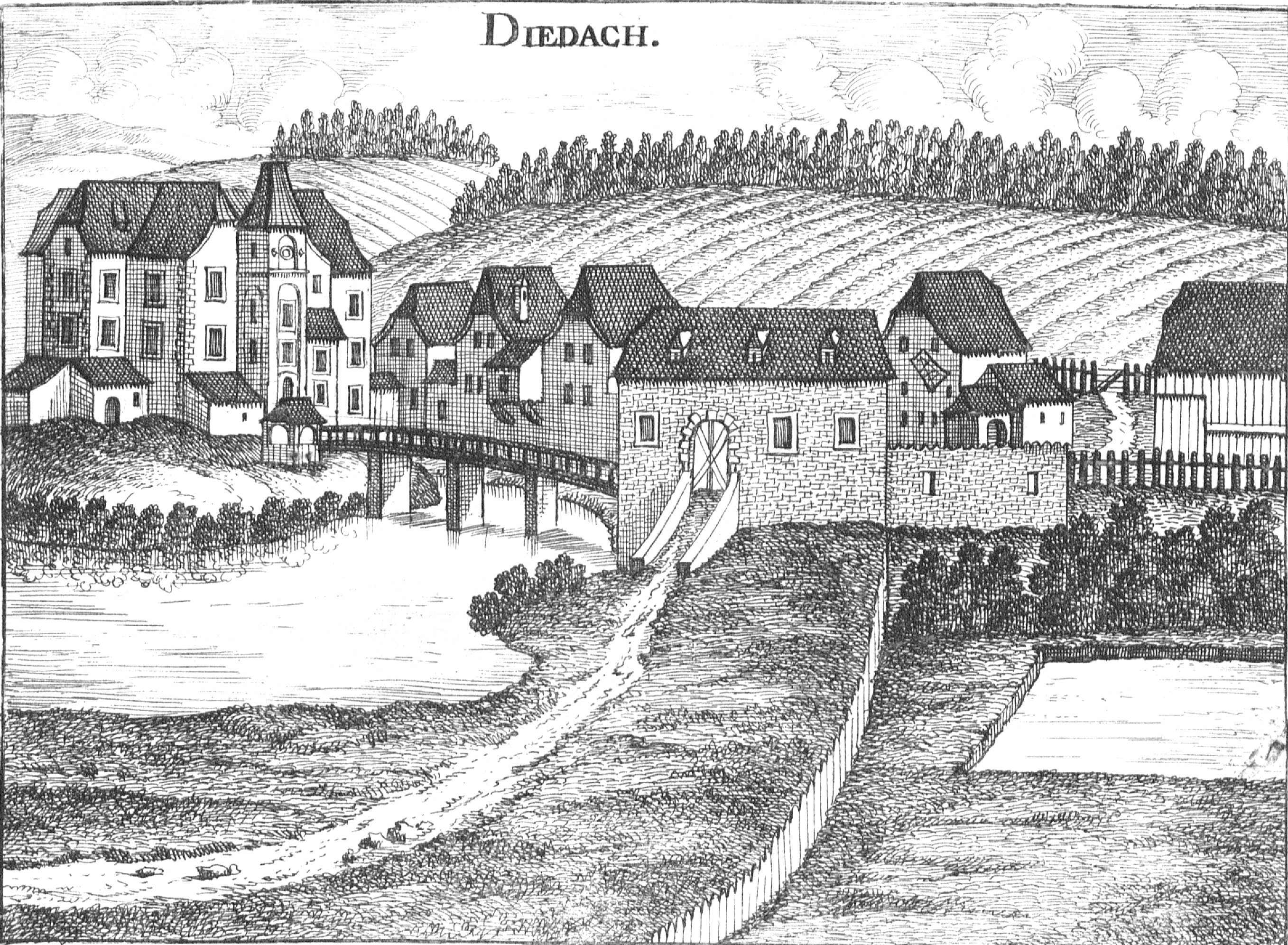
Schloss Diedach nach einem Stich von Georg Matthäus Vischer von 1674

Bereits im Jahre 1170 scheint ein Rudolf von Dudich in einer Urkunde des Stifts Kremsmünster auf. Im Jahr 1260 wird als Lehensinhaber Ulrich von Tuedich genannt. Kremsmünster verlieh Diedach Ende des 14. Jahrhunderts an Hans von Liechtenstein, den Hofmeister Herzog Albrechts III. von Österreich. Dieser fiel aber bei seinem Landesherrn 1395 in Ungnade und wurde auf Schloss Pernstein in Haft genommen. In der Folge verlor Kremsmünster die Lehenshoheit über Dietach.
1383 gestattet Herzog Albrecht III. dem Welser Bürger Ulrich Haunold, den Sitz zu Tuedich in Stein auszuführen, aber unter der Bedingung, „daz die maur nicht dicke werde“. Die Haunolts blieben bis 1429 Inhaber des landesfürstlichen Lehens Dietach. Dann verkaufte Kaspar Haunolt den Turm zu Dietach an Jakob Gulher. Dessen Nachfolger war sein Schwiegersohn Jörg vom Laymbach. Über eine Eingabe der verwitweten und mit einem Pirchinger wieder verheirateten Tochter des Jakob Gulher an Kaiser Friedrich III. kam das Lehen an ihren Sohn aus zweiter Ehe, Hans Pirchinger. 1438 ist ein Clemens Pirchinger im Besitz von Dietach. Die Pirchiger, eigentlich zu Sigharting beheimatet und Gefolgsleute der Schaunberger, führten den ersten Erweiterungsbau des Turms durch. Der letzte Pirchinger auf Dietach war der 1550 verstorbene Gregor Pirchinger. Danach gelangte Dietach an die Segger von Messenbach, die den Besitz 1593 wiederum an Julius von Grienthal verkauften. Die Grünthaler waren ein Adelsgeschlecht, das sich schon an den Kreuzzügen beteiligt hatte und aus der Gegend von Regensburg stammte, diese blieben bis Mitte des 18. Jahrhunderts in Dietach ansässig. Die heutige Gestaltung des zweigeschoßigen Schlosses ist auf Philipp von Grienthal zurückzuführen. Früher war das Schloss zur Gänze von einem Weiher umgeben.
1764 gelangte Dietach an den Grafen Fieger, der das Schloss kurz danach an den Grafen Gottlieb von Clam verkaufte. Dr. Josef Preuer war zwischen 1803 und 1842 Besitzer des Schlosses, in den nächsten Jahren wechselte der Besitz mehrmals. Am 2. Oktober 1887 wird Schloss Dietach von Friedrich Kmoch an Baronin von Bees, geb. Gräfin Zdenka Kokorowa verkauft. Seit 1846 besaß der Wiener Hof- und Gerichtsadvokat Dr. Josef August Eltz das Schloss. Bei seinem Schwiegervater Eltz wohnte mehrere Jahre lang Hermann Josef Kudlich, Bruder des „Bauernbefreiers“ Hans Kudlich und späterer Abgeordnete im Parlament von Frankfurt.

## Baubeschreibung
Die Gestalt des Schlosses erklärt sich aus der Baugeschichte. Aus einem Wohnturm entstand durch verschiedene Zubauten ein Schloss. Über dem dritten Obergeschoß zieht sich eine Gesimsmauer mit einem turmartigen Aufbau mit quergestelltem Satteldach, der mittig in der Eingangsachse sitzt. Über dem Zifferblatt der heute stark beschädigten Uhr befindet sich ein kleines, gekuppeltes Fenster, hinter dem das Uhrwerk untergebracht ist.
Das steile, doppelte Satteldach betont die Zubauten zu dem ursprünglichen Wohnturm. Der ursprüngliche Bau war ein unregelmäßiges Oktogon, an dessen breiteste Seite ein Parallelbau gestellt wurde. Der Mitteltrakt wird durch einen quergestellten turmartigen Vorbau, der von einem Satteldach bedeckt ist, abgeschlossen. Auf der Seite zum Teich ist ein vorspringender Zubau mit einem abgewalmten Satteldach angebaut. Die Fensterachsen sind unregelmäßig. Zur Parkseite besitzen die Fenster schmiedeeiserne Fensterkörbe. Angeblich befinden sich Bibeldarstellungen an einer Decke im zweiten Obergeschoß und Räume mit prächtigen Stuckarbeiten. An der Westseite stand früher ein kleiner Turm, der wegen Baufälligkeit abgetragen worden ist. Auffallend ist das Tor zum Schlosspark mit Volutengiebel und drei Pyramiden.
Im Vorhaus links vom Schloss befindet sich eine Kapelle. Ein Kapellenfenster zeigt die Jahreszahl 1674. In der Kapelle befindet sich die „Gisela-Truhe“. Um diese ranken sich mehrere Geschichte über eine Braut Gisela, die am Hochzeitstag beim Spielen darin qualvoll erstickte und erst nach Jahren gefunden wurde. Das Schloss liegt in einem verwilderten Park. Es befindet sich in Privatbesitz und kann nicht besichtigt werden.

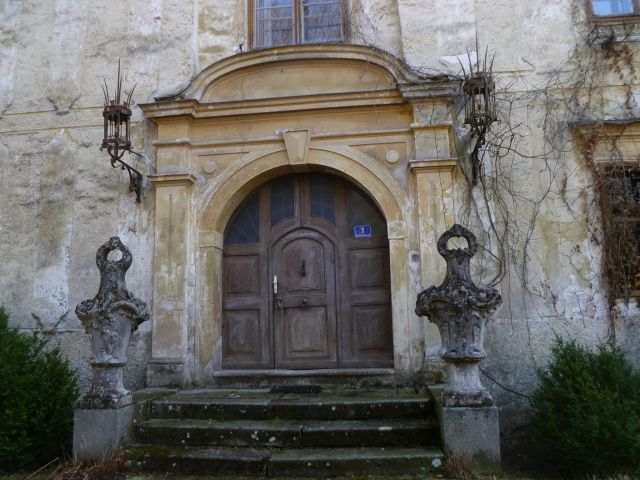
Schloss Dietach: Eingangsportal
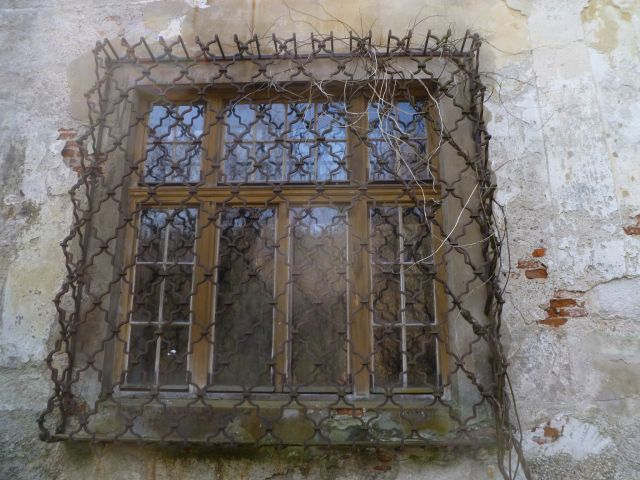
Schloss Dietach: Fensterkorb auf Rückseite
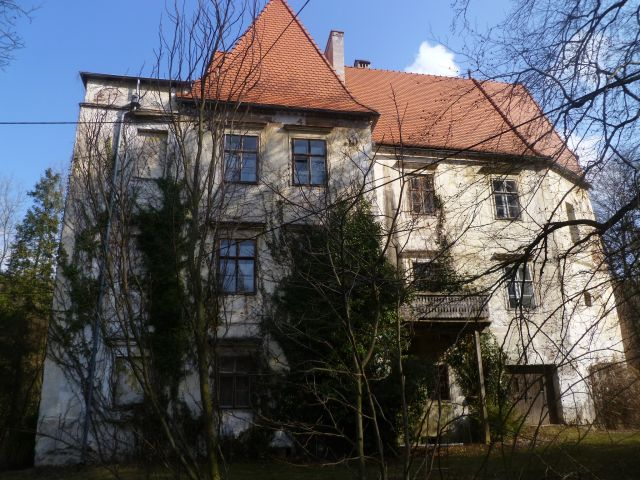
Schloss Dietach: Seitenansicht
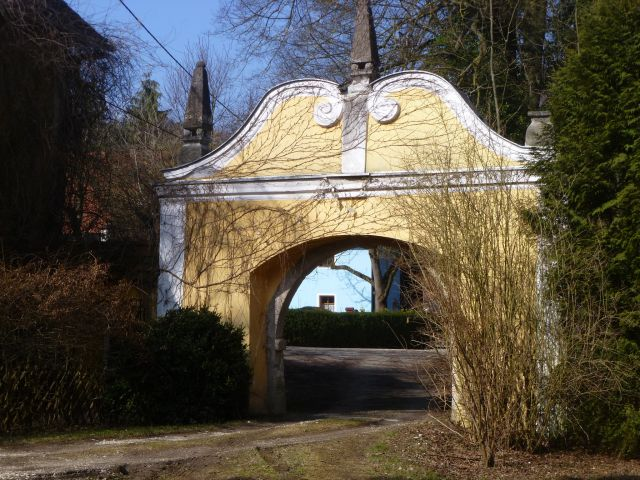
Schloss Dietach: Eingangstor
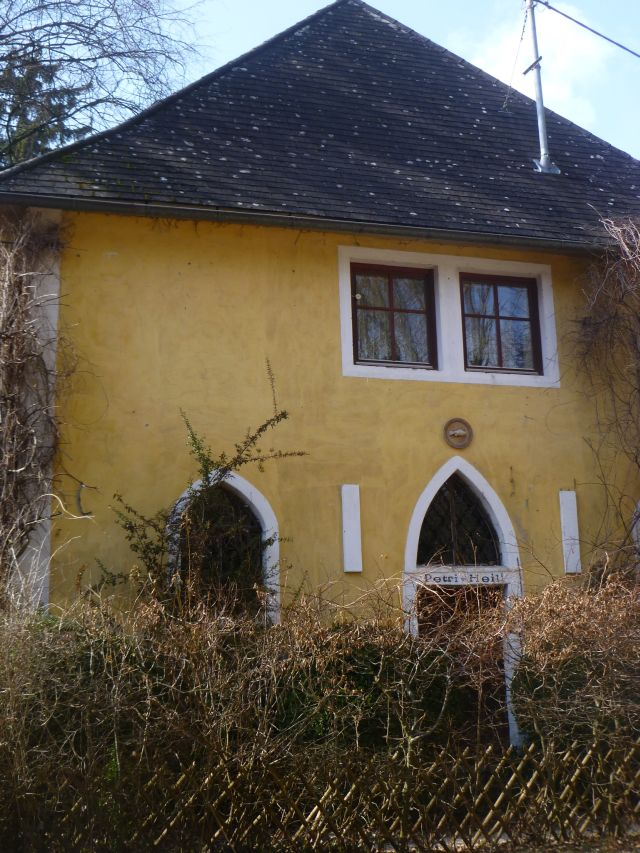
Schloss Dietach: Kapellenbau